# Brücke (Zahntechnik)
Unter einer Brücke versteht man in der Zahnmedizin einen Zahnersatz, der seine Abstützung ausschließlich auf Zähnen, Zahnwurzeln oder Zahnimplantaten – auch Anker genannt – findet. Die Bezeichnung Brücke stammt daher, da mit dieser Form des Zahnersatzes eine oder mehrere Zahnlücken durch künstliche Zähne überbrückt werden. Die künstlichen Zähne sind mit den Brückenpfeilern (auch Anker genannt), Zahnkronen oder Teilkronen verbunden. In der Regel ist eine Brücke festsitzend, also dauerhaft einzementiert. Werden Teleskopkronen als Anker genutzt, kann eine solche Brücke auch herausnehmbar sein. Beim Brücken-Zahnersatz bezeichnet man die Pfeiler auch als Fixierelemente und die Zwischenglieder als Brückenkörper oder Brückenglieder, die die fehlenden Zähne ersetzen. Die Verwendbarkeit von Pfeilerzähnen als Brückenanker hängt von der Pfeilerwertigkeit ab.

## Varianten
Ist zwischen den Brückenpfeilern ein einzelner Brückenkörper vorhanden, so handelt es sich um eine einspannige Brücke, sind mehrere Brückenkörper vorhanden, handelt es sich um eine mehrspannige Brücke (siehe Abbildung unten links). In Ausnahmefällen kann ein Brückenglied auch an Brückenpfeiler (freischwebend) endständig angehängt werden. Diese Konstruktion wird Freiend- oder Extensionsbrücke genannt.
Bei einer Adhäsivbrücke (auch: Klebe- oder Marylandbrücke) bestehen deren Brückenanker nicht aus Kronen, sondern aus metallischen oder vollkeramischen Flügeln, die mittels Schmelzätztechnik und Komposit (Kunststoff) auf die minimal beschliffenen Pfeilerzähne auf der nicht sichtbaren Seite geklebt werden. Besonders gut bewähren sich einflügelige Adhäsivbrücken aus Zirkonoxidkeramik.

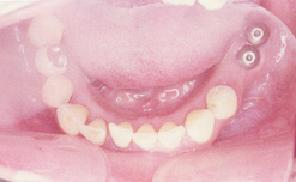
Ausgangssituation: Zwei Implantate in der Regio der Zähne 36 und 37 zur Aufnahme einer Freiendbrücke
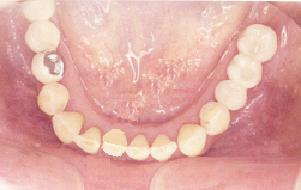
Eingegliederte Freiendbrücke 35–37 von okklusal (in der Aufsicht)
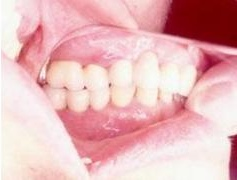
Freiendbrücke mit Keramikverblendung, von bukkal, über einen Spiegel fotografiert

## Zahntechnik der Brücke
Zumeist besteht der tragende Teil einer Brücke, das Brückengerüst, aus einer Gold- oder Nichtedelmetalllegierung (NEM). Ist dieses mit einer gebrannten Keramikmasse beschichtet, spricht man von einer Verblend-Keramik-Brücke (VMK) oder auch Verbundkeramikbrücke. Durch die Keramikverblendung können ästhetisch sehr gute Ergebnisse erzielt werden.
Seit dem Jahr 2000 gibt es Brücken aus Zirkoniumdioxid (im Fachjargon auch fälschlich Zirkon genannt) und Vollkeramik, die ohne ein metallisches Grundgerüst genügende Stabilität aufweisen. Bei der aufwendigen Herstellung dieser Brücken wird aus einem Keramikblock computergesteuert ein Brückengerüst herausgefräst und mit spezieller Keramikmasse beschichtet.

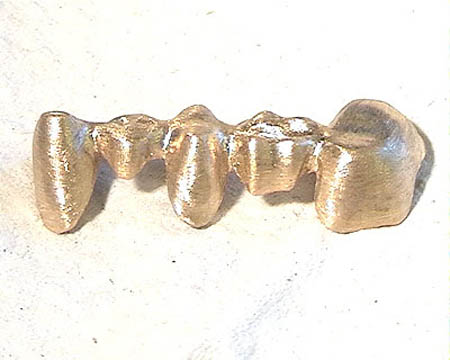
Metallgerüst für eine fünfgliedrige, zweispannige Brücke. Als nächster Arbeitsschritt folgt die Keramikverblendung
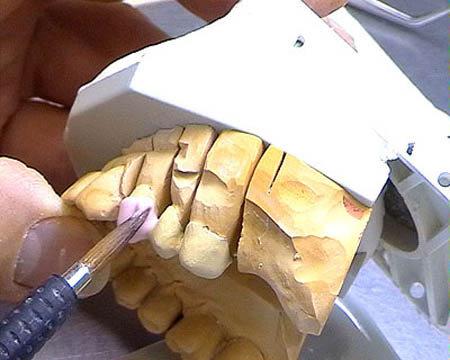
Anfertigung einer Keramikverblendung auf einer Brücke. Die keramischen Massen werden in breiiger Konsistenz angerührt und mit einem Pinsel aufgetragen.
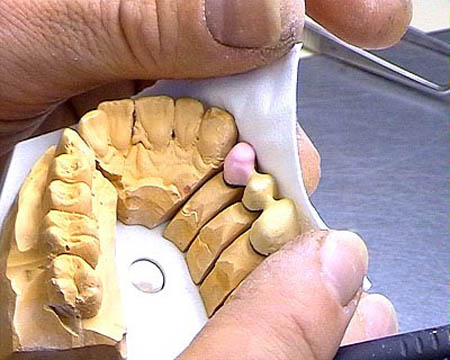
Um genügend Stabilität zu erreichen, wird die Keramikmasse zwischendurch getrocknet. Weil die einzelnen Farbnuancen schlecht zu unterscheiden sind, sind die keramischen Massen mit einem organischen Stoff eingefärbt – hier rosa, der beim Brennvorgang restlos verschwindet.

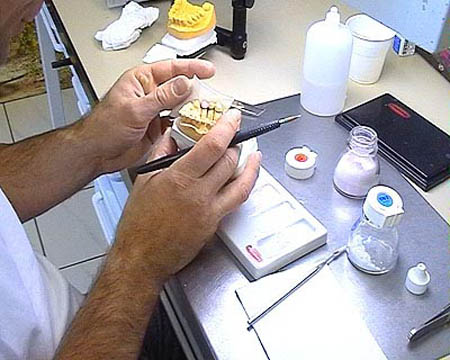
Arbeitsplatz eines Zahntechnikers – in den Fläschchen ist Pulver – keramische Massen – in verschiedenen weißen Farbtönen. Diese werden auf einer Palette angerührt.
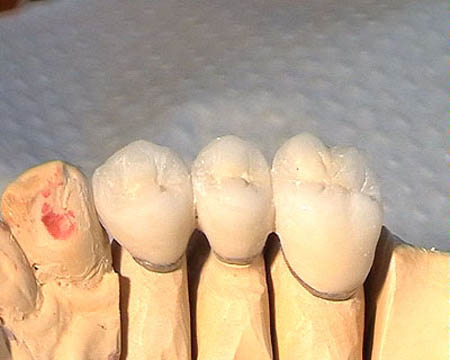
Fertig gebrannte Keramikverblendung von palatinal; noch ist die Oberfläche rau – es folgt der abschließende Glanzbrand.
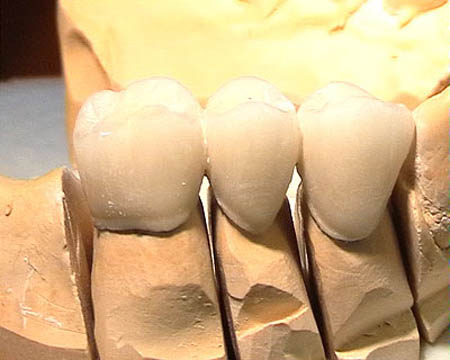
Fertig gebrannte Keramikverblendung von vestibulär.